# Jesús Meza
Jesús Manuel Meza Moreno (ur. 6 stycznia 1986 w Méridzie) – wenezuelski piłkarz występujący najczęściej na pozycji ofensywnego pomocnika, obecnie zawodnik Caracas.

## Kariera klubowa
Meza urodził się i wychowywał w Méridzie. Jest wychowankiem tamtejszego zespołu piłkarskiego Estudiantes, choć w młodym wieku grał także w koszykówkę i baseball. W wenezuelskiej Primera División zadebiutował w 2004 roku. Zawodnikiem Estudiantes był przez prawie cztery lata, notując udane występy w rodzimej lidze. Rundę jesienną sezonu 2008/2009 Meza spędził w syryjskiej drużynie Al-Ittihad z siedzibą w mieście Aleppo. Zawodnikiem tego klubu był także jego rodak, Jesús Gómez. Z powodu limitu obcokrajowców Meza nie rozegrał jednak ani jednego meczu w barwach Al-Ittihad.
Wiosną 2009 Meza powrócił do ojczyzny, gdzie podpisał kontrakt z pierwszoligowcem Zamora FC. Największy sukces z Zamorą osiągnął wiosną 2011, kiedy to wywalczył tytuł wicemistrza Wenezueli sezonu Clausura po przegranym 0:1 (0:1, 0:0) dwumeczu finałowym z Deportivo Táchira. Podczas gry w tym zespole wziął także udział w pierwszym międzynarodowym turnieju w swojej karierze – Copa Sudamericana 2009, gdzie jego klub odpadł w rundzie wstępnej. Ogółem w barwach Zamory ofensywny pomocnik rozegrał 72 ligowe spotkania, w których strzelił 15 bramek.
Latem 2011 Meza został piłkarzem meksykańskiego Club Atlas z siedzibą w Guadalajarze. W tamtejszej Primera División zadebiutował 7 sierpnia tego samego roku w zremisowanym 0:0 spotkaniu z Tolucą. Nie zdołał jednak wywalczyć sobie miejsca w wyjściowym składzie Atlasu i po rozegraniu dla niego zaledwie czterech ligowych spotkań rozwiązał kontrakt z zespołem. Wiosną 2012 został piłkarzem jednego z najbardziej utytułowanych klubów w Wenezueli, stołecznego Caracas FC.
| Sezon     | Klub                  | Kraj      | Rozgrywki        | Mecze | Bramki |
| --------- | --------------------- | --------- | ---------------- | ----- | ------ |
| 2004/2005 | Estudiantes de Mérida | Wenezuela | Primera División | ?     | ?      |
| 2005/2006 | Estudiantes de Mérida | Wenezuela | Primera División | ?     | ?      |
| 2006/2007 | Estudiantes de Mérida | Wenezuela | Primera División | ?     | ?      |
| 2007/2008 | Estudiantes de Mérida | Wenezuela | Primera División | 25    | 1      |
| 2008/2009 | Al-Ittihad Aleppo     | Syria     | Premier League   | 0     | 0      |
| 2008/2009 | Zamora FC             | Wenezuela | Primera División | 15    | 3      |
| 2009/2010 | Zamora FC             | Wenezuela | Primera División | 29    | 4      |
| 2010/2011 | Zamora FC             | Wenezuela | Primera División | 28    | 8      |
| 2011/2012 | Club Atlas            | Meksyk    | Primera División | 4     | 0      |
| 2011/2012 | Caracas FC            | Wenezuela | Primera División |       |        |

## Kariera reprezentacyjna
W seniorskiej reprezentacji Wenezueli Meza zadebiutował za kadencji selekcjonera Richarda Páeza, 24 marca 2007 roku w wygranym 3:1 spotkaniu z Kubą.
W 2011 roku został powołany przez trenera Césara Faríasa na turniej Copa América, gdzie rozegrał jedno spotkanie i zajął z kadrą narodową czwarte miejsce.